# میشل کته
میشل کُته (فرانسوی: Michel Côté‎؛ زادهٔ ۲۵ ژوئن ۱۹۵۰) فیلم‌نامه‌نویس، نمایشنامه‌نویس و بازیگر اهل کانادا است.
از فیلم‌ها یا برنامه‌های تلویزیونی که وی در آن نقش داشته‌است، می‌توان به فهرست سیاه اشاره کرد.